# Akatsuki
Akatsuki (japanska: 暁, betydelse: Gryning) är en fiktiv kriminell organisation i manga- och animeserien Naruto. Organisationen introducerades halvvägs in i den första delen av serien, och dess medlemmar blev mer betydande i den andra delen. Organisationens mål är att ta över världen med hjälp av svansförsedda djur. De starkaste av dessa demoner är fängslade i Naruto och i Killer Bee.

## Medlemmar

### Uchiha Itachi
Uchiha Itachi, Sharinganbärare, blev Genin (lågninja) i sjuårsåldern, lärde sig sharingan i åttaårsåldern och blev Chuunin (medelninja) när han var 10 år. Han dödade hela sin klan utom sin bror Uchiha Sasuke vid 13 års ålder, ett halvår efter att han blev Anbuledare. Danzo tog Shisuis högra öga, Shisui gav sedan bort sitt vänstra öga till Itachi och begick därefter självmord. Efter det gick Itachi med i Akatsuki som spion för Konoha. Itachi är även en av de få personer som innehar Mangekyo Sharingan.
Itachi avslöjar för Sasuke Uchiha-klanens mörkaste hemlighet, och vilket deras öde är (liksom Madara och hans bror en gång gjorde). Efter striden mellan Sasuke Uchiha och Itachi visar det sig att han egentligen var god och att han dödade sin klan för att förhindra att de tog över Konoha. Itachi är den första medlemmen av Akatsuki som man får se i första delen av serien (förutom Kisame).

### Hoshigaki Kisame
Hoshigaki Kisames utseende påminner till stor del om en haj på grund av sin grå-blåa hy, sina vassa tänder och gälar. Namnet Kisame betyder haj. Av diskussioner att döma har han med all säkerhet tillgång till mest chakra av alla medlemmar i Akatsuki (lika mycket chakra som en demon). Han kom från början från "Kirigakure" (Mist Village) och var en av The Seven Shinobi Swordsmen. Kisame slåss med ett svärd som heter Samehada. Samehada skär inte, det river, vilket ger mer skador än ett vanligt svärd. Dessutom absorberar det chakra ur Kisames motståndare. Han var tidigare medlem i The Seven Ninja Swordsmen of the Mist tillsammans med bland andra Zabuza Momoichi och Raiga. Kisame är efterlyst för att ha försökt störta Hidden Mist. Kisame är den andra medlemmen av Akatsuki som blir introducerad i den första delen av serien. Han och Itachi är det enda teamet i Akatsuki som kommer bra överens. Kisame är den längsta medlemmen i Akatsuki, och han är ingen vanlig ninja, och kan utan större problem skapa stora vattenmassor att utnyttja i strider. Andra jutsus inkluderar missiler av komprimerat vatten i formen av hajar, vattenkloner och vattenfängelser.

### Zetsu
Zetsu ser ut att vara omsluten av en venusfälla. Vänstra halvan av kroppen är vit och högra halvan är svart. Han har gula ögon som saknar pupiller. Zetsu kan se saker på flera mils avstånd och kan "morfa" med olika saker som träden, marken m.m. Han är kannibal och har en delad personlighet varav den ena delen pratar med mekanisk röst. Zetsu är den tredje medlemmen som introduceras.
Zetsu har också förmågan att dela sig i två, så att hans vita och svarta halva kan röra sig fritt, oberoende av varandra. Den svarta halvan har visat att han kan "spela in" strider och visa dem för andra. Hur han gör det är oklart.
Genom sin sporteknik kan han utsöndra osynliga sporer, eller frön, som absorberar chakra från sitt offer, och växer till en klump som verkar bestå av kopior av Zetsus vita halva. Hans vita halva kan dessutom skapa identiska kloner av någon han någonsin rört vid, men de är för svaga för att användas i strid.

### Hidan
Hidan är religiös, odödlig och Kakuzus kompanjon. Han hör till Jashinreligionen som uppmuntrar folk att döda. Jashins "märke" är en cirkel som har en upp- och nervänd triangel i sig, som Hidan även har som halsband. Han är den näst nyaste medlemmen efter Tobi. Hidan ogillar Kakuzus besatthet av pengar och svär mycket. Han har också en tendens att klaga på allt och alla, vilket Kakuzu avskyr.
Hidans teknik (jutsu) påminner till stor del om voodoo vilket innebär att han får tag i motståndarens blod med sin lie (alternativt järnpåle) och konsumerar det. Sedan ritar han Jashinmärket med sitt eget blod och ställer sig i det. Hans hud blir kolsvart och han får vita streck som avtecknar sig på samma ställen som hans ben vilket gör att han ser ut som Liemannen. När han har gjort det attackerar han motståndaren genom att skada sig själv på olika sätt. Dock måste han stå kvar i ringen för att "jutsun" ska fungera. Skulle han av någon händelse tappa kontakten med ringen behöver han bara ställa sig i den för att den ska fungera igen.
Eftersom Hidan inte kan dö påverkar inte hans egna skador honom, han överlever även om han blir halshuggen men han kan inte slåss om han inte blir återförenad med sin kropp igen. Kakuzu brukar för det mesta sy tillbaka Hidans förlorade kroppsdelar och även andra medlemmars.

### Kakuzu
Kakuzu kommer från Vattenfallsgömman (Takigakure) och är den äldsta medlemmen i Akatsuki. Kakuzu kan ha flera hjärtan vilket också ökar hans livslängd med obestämd tid. Han har bland annat slagits mot första Hokagen, vilket är bevis på att han verkligen är gammal, 91 år. Hans ansikte döljs av en vit huva som det sitter en svart mask på, så man kan bara se ögonen. På ryggen sitter det fyra masker vilka Kakuzus hjärtan finns bakom. Han kan släppa maskerna fria så att de kan slåss på egen hand. Maskerna har varsitt element. Kakuzu använder jordbaserade tekniker.
Skulle han förlora ett hjärta tar han nästa hjärta istället och försöker sedan ta hjärtat från motståndaren som "dödade" honom. Kakuzus kropp ser ut att vara ihopsydd lite överallt med trådar som han kan manipulera som han vill. Han är besatt av pengar och verkar vara den som har hand om Akatsukis ekonomi. Pengarna får han in genom att döda efterlysta ninjor och mycket betydelsefulla personer. Kakuzu har dödat alla sina kompanjoner han har haft under sin livstid på grund av sin korta stubin, därför blev han ihopparad med Hidan i Akatsuki som är odödlig.
Under striden mot Kakashi Hatake, Shikamaru Nara, Ino Yamanaka och Choji Akimichi lyckas Kakashi döda honom med Raikiri bara för att upptäcka att Kakuzu har fyra liv kvar, och att de måste döda honom fyra gånger till. Sedan kommer Naruto Uzumaki med Sakura Haruno, Yamato (figur) och Sai som förstärkning. Shikamaru, som redan har sprungit iväg med Hidan tack vare sin Kage mane no Jutsu, har i hemlighet planerat med Kakashi så att Hidan dödar Kakuzu en andra gång genom att Hidan sticker en påle rätt igenom sitt hjärta i tron att han dödar Shikamaru.
Naruto förstör Kakuzus två av tre kvarvarande hjärtan med sin nya jutsu; "Fuuton Rasen Shuriken" som lämnar Kakuzu döende med ett hjärta och med en så förstörd kropp att han inte kan slåss mer. Efter att Kakuzu har muttrat om att han "blev besegrad av ett gäng snorungar" gör Kakashi slut på honom.

### Deidara
Deidara är en missing-nin ifrån Iwagakure. Han är den första Akatsukimedlemmen som introduceras i tidshoppet tillsammans med Sasori. Han ser upp till Sasori vilket han visar öppet genom att kalla Sasori för dono(mästare). Han var Sasoris kumpan tills Chiyo (Sasoris farmor) dödade Sasori. Därför är han nu Tobis kumpan. Deidara avslutar ofta sina meningar med ett hmm (eller "Un" som han säger i originalversionen). Deidara var, innan han gick med i Akatsuki, en terroristbombare för uthyrning. Han ville inte gå med i Akatsuki från början, men efter att han förlorat mot Itachi så gick han med, trots att han efter det ogillade Itachi starkt.
Deidara har en mun på båda sina handflator som han låter tugga sprängdeg (C1-C4), som de senare spottar ut i form av vackra figurer. Han verkar dock föredra att göra någon form av djur såsom fåglar, spindlar eller larver. Han kan även få dessa att explodera när han vill, därifrån kommer ett citat han ofta använder: "Konst är en explosion" (Art is an explosion). För att få figurerna att explodera använder han kommandot Katsu som på japanska betyder detonera.
Sprängdegen han använder heter C1, C2, C3, och C4. C1 använder han till att göra små enkla explosioner eller skapa en jättelik fågel som är till för transport. Han låter fågeln bära Gaara efter att han har tillfångatagit honom i Shippuuden. C2 och C3 använder han till att bombardera städer och andra saker med. I Shippuuden, när han kidnappar Gaara, ser man en rund figur som sänks ner mot staden, och det är hans specialvapen som kan förstöra en hel stad. C4 är hans mest explosiva sprängdeg och det är den han använder när han sedan spränger sig själv för att fly och döda Naruto, Kakashi och de andra. Kakashi lyckas dock ta explosionen till en annan dimension med hjälp av sin Mangekyo Sharingan.
Han påstår även att han tränat sitt vänstra öga att motstå Sharingans olika sorters Genjutsu, vilket är ifrågasatt.
I och med kapitel 362 i mangan kan man anta att Deidara är död. Deidara visar sig ha en tredje mun (utöver de på hans händer, hans riktiga mun inte medräknad) på sitt bröst, och om han stoppar in sin "förberedda" sprängdeg in i den munnen så förstör han sig själv som en jättelik bomb av styrkan C0 som han bara använder i denna teknik. Han försökte döda Uchiha Sasuke på detta sätt. Han säger även innan han exploderar att explosionen kommer täcka 10 kilometer i diameter, och att Sasuke omöjligen kan hinna därifrån. Men Sasuke hann åkalla jätteormen Manda och manipulerade Manda med Sharingan att skydda sig. Manda dog kort därefter.

### Tobi
Tobi, Akatsukis nyaste medlem och Zetsus före detta underordnade. Tobi är väldigt naiv och har lätt för att gråta. Han tog över Sasoris plats vilket Deidara inte är så förtjust i. När Tobi och Deidara ska fånga den tresvansade demonen får Tobi panik och det slutar med att Deidara får göra allt. Man har aldrig sett honom i strid, men Uchiha Sasuke har huggit ner honom, dock ställde sig Tobi upp direkt efteråt. Man kan därför anta att han tål ganska mycket. Många tror att han är Kakashis före detta gruppmedlem Uchiha Obito. 
I kapitel 364 visar det sig att Tobi är vid liv, och att han överlevde Deidaras explosion. Det visar sig också att han är den som Pain och den okända medlemmen rapporterar till. Han bad i slutet av kapitlet Pain att hämta Naruto, då Pain aldrig förlorat en strid. Han pratar också om Sharingans verkliga krafter, och han säger: "The Sharingan's true power... my power... Uchiha Madara's power", och visas ha Sharingan på sitt högra öga eftersom det är det enda som syns genom hans mask. 
Vilka planer han har är oklart, men han har visat stort intresse för Uchiha Sasuke och nämnt att hans (Sasukes) Sharingan kommer att bli starkare än Itachis.
I kapitel 370 ökar misstankarna om att Tobi är Uchiha Madara, då han står i Valley of End på Madarastatyn när Jiraya pratar om Uchiha Madara, och att det i texten ovanför honom står "Out of all possible places, there "he" stands... What are his sights set on?". 
Det avslöjades i kapitel 599 att Tobi i själva verket är Uchicha Obito, Kakashis gamle vän som man trodde avled i ninjakriget. Det finns många anledningar till varför Obito blev som han blev men en av anledningarna är att Rin, en barndomsvän som han också var förälskad i dog och då fick Obito uppfattningen att jorden bara är en fakevärld och det händer bara dåliga saker där och då gick han med i Ucicha Madara som också vill skapa en ny värld där saker blir som man vill och inget ont händer. 

### Sasori
Akasuna No Sasori (Sasori av Röda Sanden) använder sig av dockor (Kugutsu no Jutsu), precis som Kankuro, och har gjort över 100 dockor av andra ninjor med hjälp av en förbjuden jutsu som gör levande människor till dockor. Dessa dockor har kvar en del av sin chakra, vilket gör att de har kvar en del av sina jutsus. Han lämnade sin hemstad Sunagakure efter att ha dödat många ninjor, bland annat tredje Kazekage, vilket var runt 20 år innan han blev introducerad i serien. Han har också gjort sig själv till en docka vilket ger honom ökad livslängd och gör att han ser ut att vara 15 år, även om han egentligen är 35 år gammal. Första gången man får se honom gömmer han sig i en docka som han kallar för Hiruko (han styr dockan inifrån), som han har Akatsukirocken till, så att de flesta medlemmarna tror att han ser ut så. Sasori blir senare dödad av sin farmor, Chiyo, som lärde honom Kugutsu no Jutsu från början. Efter att Sasoris föräldrar tragiskt gick bort i händerna på The White Fang of the Leaf (Salomon Harald även Kakashi Hatakes far) tog Chiyo hand om honom. Han påstås ha ”givit upp” i sin strid med Chiyo och Sakura vilket ledde till hans död.

### Orochimaru
Orochimaru, en av de Tre Legendariska Sannins, och en av de mer betydande antagonisterna i Naruto. Hans utseende och attacker är ofta referenser till ormar. Han kan tillkalla ormar var som helst och när som helst. När Orochimarus kropp går itu kommer ormar ut ur kroppen och binder fast sig i varandra. Orochimaru kan också "kräkas" upp en ny kropp genom munnen vilket liknar en orm som ömsar skinn. Orochimaru kan få ett svärd ut ur halsen. Det svärd han själv använder kallas The Sword of Kusanagi eller Long Grass Cutter Sword. Detta svärd är känt i japanska sägner och kan tydligen inte blockeras med en vanlig kunai. Han ger senare ett likadant svärd till Sasuke. Han lämnade Akatsuki på grund av att han, vid ett tillfälle, försökte ta över Itachis kropp, men misslyckades. Hans partner i Akatsuki var Sasori.

### Pain (Nagato)
Pein (Nagato), är ledaren för Akatsuki, och över Amegakure. I tidig ålder var han mer känd som Nagato, ett av många barn som lidit på grund av Amegakures många inbördeskrig. Nagato och hans två följeslagare Konan och Yahiko träffade senare Jiraiya, som lärde dem ninjutsus. Efter att Jiraiya lämnat gruppen att klara sig själv bestämde Nagato sig för att gå sin egen väg för att bli en ny gud. 
Återfödd som Pein utlöste han ett nytt stort inbördeskrig i Amegakure för att störta den dåvarande ledaren Hanzo. Yahiko var ledare över ett eget team (originala Akatsuki) med bland annat Nagato och Konan. Hanzo kom med ett förslag till Yahiko att de två lagen skulle gå ihop, och Yahiko gick med på det förslaget. Men lite senare kom Yahiko på att Hanzo redan hade gått med i ett förslag tillsammans med Danzo. Danzo och Hanzo hade fångat Konan och Nagato var tvungen att döda Yahiko om Konan skulle överleva, men Nagato ville inte döda sin kompis. Så Yahiko sprang emot Nagato som hade en kunai i handen, så att den spetsade Yahiko i hjärtat, varav han dog. Då försökte Hanzo och Danzo döda Nagato men lyckades inte. Nagato lyckades rädda Konan, och tog med sig Yahikos döda kropp. Så Yahiko är en av Peins sju kroppar som styrs av Nagato med hjälp av chakra, som Pain får från de svarta piercingarna som sitter i ansiktet och andra delar på kroppen. Piercingarna kan även kallas chakra-mottagare.
Pein kan kontrollera regn. Delvis kan han upptäcka vem som rör sig i regnet, och hur mycket chakra de utsöndrar. Han kan även använda summoning-tekniker i stor utsträckning.
I kapitel 383 kan man anta att han besegrar Jiraiya i strid, då Jiraiya ses sjunka till botten av sjön de slåss vid. 
Strax efter det får man veta att han tar order av Uchiha Madara (Tobi), därför kan det antas att han inte är den riktiga ledaren av Akatsuki utan att Uchiha Madara är den som egentligen styr.
I kapitel 443 blir Pein besegrad av Naruto, så Naruto letar rätt på Nagato som styr Pein.

### Konan
Konan, Pains kumpan, och ytterligare en medlem ur Akatsuki. Hon är den enda kvinnliga medlemmen i Akatsuki, och Pains lagkamrat från barndomen. Konan har förmågan att skapa origami-papper från sin kropp som kan göra mycket, till exempel agera som spioner för att upptäcka fiender i omgivningarna, eller fånga ett byte. Jiraiya visar i sin strid mot Konan att svagheten är eldattacker, alternativt råoljeliknande substanser som hindrar Konan att hantera Origamiformen.
Konan lämnade Akatsuki när Nagato dog, med orden "Nagato trusted in you [Naruto] so I will do so aswell". 
Man såg henne igen några kapitel senare, då Madara ville ha Nagatos ögon, som då var vaktade av Konan. Madara underskattade henne rejält och förlorade en arm och ett öga till henne. I tron att han är död, sjunker hon till marken och får en chock när han visar sig bakom henne. Han hugger henne med ett rör och berättar hur han överlevde. Trots att hennes chakra är låg och hennes skador dödliga, sliter hon sig loss och förklarar hur hon tror på Nagato och Naruto, och att hon kommer att hålla upp bron mot sann fred. Madara tar stryptag på henne, och säger att han kommer att sätta henne i en genjutsu. När den tar slut, gör hennes liv detsamma.